# Copa do Mundo FIFA de 1954
A Copa do Mundo FIFA de 1954 foi a quinta edição da Copa do Mundo FIFA de Futebol, que ocorreu de 16 de junho até 4 de julho. Em comemoração ao 50º aniversário da FIFA, o evento foi sediado na Suíça, onde encontra-se a sede da FIFA; o país foi oficialmente selecionado como anfitrião em julho de 1946. Dezesseis seleções nacionais foram qualificadas para participar desta edição do campeonato, sendo 11 delas europeias (Suíça, Hungria, Áustria, Inglaterra, Alemanha Ocidental, Iugoslávia, França, Itália, Tchecoslováquia, Bélgica e Escócia), 3 americanas (México, Brasil e Uruguai) e 2 asiáticas (Turquia e Coreia do Sul).
Esta edição foi a que teve a maior média de gols de todas as copas, com 140 gols em 26 partidas, uma média de 5,38 gols por partida. Este recorde foi proporcionado principalmente pelos resultados do Grupo 2, que tinha a Hungria, a Alemanha Ocidental, a Turquia e a Coreia do Sul, tendo goleadas em todas as partidas (Alemanha Ocidental 4 – 1 Turquia; Hungria 9 – 0 Coreia do Sul; Hungria 8 – 3 Alemanha Ocidental; Turquia 7 – 0 Coreia do Sul; Alemanha 7 – 2 Turquia). Além disso, houve resultados como Uruguai 7 – 0 Escócia, Áustria 5 – 0 Tchecoslováquia, Alemanha 6 – 1 Áustria e Áustria 7 – 5 Suíça, esta última sendo a partida com o maior número de gols em todas as Copas.
A copa contou com grandes jogadores, como Fritz Walter, Max Morlock, Hans Schäfer e Helmut Rahn da Alemanha Ocidental, Ernst Ocwirk da Áustria, Julinho Botelho, Didi e Djalma Santos do Brasil, Roque Máspoli, Juan Schiaffino, José Santamaría e Obdulio Varela, capitão do Uruguai, Gyula Grosics, Nándor Hidegkuti, József Bozsik, Zoltán Czibor, Sándor Kocsis e Ferenc Puskás da Hungria, sendo este último considerado o melhor jogador da competição, um dos melhores da história do Real Madrid, e um dos melhores da história do futebol mundial.
A Copa do Mundo FIFA de 1954 teve como seleções finalistas a Hungria, que havia vencido o Uruguai (atual campeão do mundo) na semifinal e até então era invicta e, ao final do campeonato, marcara 27 gols em 5 jogos, média de 5,4 gols por partida, ainda não superada por nenhuma outra seleção; e a Alemanha Ocidental, que havia goleado a Áustria na semifinal e, ao final da Copa, marcara 25 gols em 6 jogos, média de 4,17 gols por partida. A final tomou lugar em 4 de julho de 1954, às 17h, no Estádio Wankdorf, com um público de aproximadamente 60 mil pessoas. A partida, cujo árbitro era o inglês William Ling, iniciou-se com a Hungria marcando 2 gols e terminou com a virada histórica da Alemanha, atingindo o placar de 3 – 2. Era o primeiro título que a Alemanha conseguira e a Hungria não disputou mais finais de mundiais.

## A competição

Seleção Brasileira embarcando para a Copa do Mundo de 1954. Arquivo Nacional.

Pela primeira vez uma Copa teve cobertura pela televisão, e moedas comemorativas foram cunhadas por causa do evento. A partir dessa Copa, o Brasil passou a usar o uniforme com a camisa amarela e o calção azul. Depois da derrota no Mundial de 1950, o uniforme antigo (camisa branca e calção azul usado desde 1919) foi considerado uma das fontes de azar. Em 1953, o professor e jornalista gaúcho Aldyr Garcia Schlee venceu outros treze candidatos no concurso para escolha do novo uniforme. Como vencedor recebeu uma cadeira cativa no Maracanã, um estágio como desenhista no extinto jornal Correio da Manhã e uma soma em dinheiro.
Foi um mundial dominado amplamente pela fantástica equipe húngara, campeã olímpica de 52, composta de super craques como Ferenc Puskás, Nándor Hidegkuti, Sándor Kocsis, József Bozsik, Zoltán Czibor, Gyula Grosics, dentre outros. Mas existiam outras seleções fortes como o Uruguai bicampeão mundial, o Brasil (que tentava se recompor de 50 com Didi, Djalma Santos e Julinho Botelho) e a Alemanha Ocidental (com Fritz Walter, Max Morlock, Hans Schäfer e Helmut Rahn).
A Copa de 1954 foi disputada na Suíça e foi a primeira em solo europeu depois da Segunda Guerra Mundial. A escolha da sede levou em conta justamente a neutralidade da Suíça durante o conflito. Apesar do sucesso do certame cabe uma crítica à fórmula da copa, bastante confusa. Cada grupo tinha dois cabeças de chave que não se enfrentavam, assim como as duas equipes restantes que não se enfrentavam. Assim ao invés de 3 jogos cada, no sistema todos contra todos, realizaram-se apenas 2 jogos por equipe. Os cabeças de chave foram os seguintes: 
- Grupo 1: Brasil e França;
- Grupo 2: Hungria e Turquia;
- Grupo 3: Áustria e Uruguai;
- Grupo 4: Inglaterra e Itália.

### Primeira fase
A Hungria, pelo Grupo 2, aplicou na 1ª fase duas goleadas históricas, uma sobre a fraca Coreia do Sul por 9-0 e a outra sobre nada mais, nada menos do que a Alemanha Ocidental, 8 a 3. Turquia e Alemanha Ocidental então tiveram que jogar o desempate pois terminaram empatados em pontos. A partida foi vencida pelos alemães com facilidade. O técnico Sepp Herberger colocou o time reserva em campo contra os húngaros, pois assim absorveria melhor uma mais que provável derrota e pouparia seus comandados.
Pelo Grupo 1, do Brasil, ocorreu um episódio bastante curioso. Brasil e Iugoslávia venceram seus primeiros compromissos (Brasil 5 a 0 México e Iugoslávia 1 a 0 França) e o empate garantia ambos na fase seguinte. Acontece que os jogadores do Brasil não conheciam o tal regulamento e atacavam insistentemente a meta iugoslava, com os jogadores eslavos fazendo gestos aos brasileiros pelo empate que beneficiaria os dois. Ao final do jogo alguns brasileiros choravam e apenas posteriormente a situação foi esclarecida. Tanto brasileiros como iugoslavos se classificaram à fase seguinte. 
No grupo 3, Áustria e Uruguai classificaram-se sem problemas. A Celeste Olímpica ganhou da Tchecoslováquia por 2 a 0 e da Escócia por 7 a 0. Uma curiosidade é que, insatisfeito com as intromissões da comissão técnica no seu trabalho, o técnico da Escócia Andy Beattie pediu demissão logo após a derrota para a Áustria, sendo o único técnico a pedir demissão durante uma copa até hoje. A Áustria também passou fácil com 1 a 0 na Escócia e 5 a 0 na Tchecoslováquia. No Grupo D, o English Team tenta se refazer do desastre de 50, sua estreia em copas. Empata em um jogo espetacular com a Bélgica (4-4) e ganha da Suíça por 2 a 0. Suíça e Itália defrontaram-se duas vezes no grupo. Na primeira partida os helvéticos venceriam por 2 a 1 num jogo muito conturbado e de uma arbitragem bastante controversa do brasileiro Mário Vianna. As equipes se enfrentariam novamente, e no jogo desempate a Suíça vence por 4 a 1. Chega as Quartas de Final.

### Fase final
O Brasil foi a vítima magiar nas Quartas. Uma verdadeira batalha campal em Berna e a Hungria vence por 4 a 2. Áustria e Suíça fazem o jogo com maior número de gols da história dos mundiais: Áustria 7 – 5 Suíça. A Alemanha Ocidental vence a Iugoslávia por 2 a 0 e o Uruguai atropela a Inglaterra por 4 a 2.
Numa das semifinais tivemos a Áustria encarando a equipe da República Federal da Alemanha, uma das três nações alemãs da época. O time da RFA se classificou batendo os alemães da região do Sarre, ocupado pela França, enquanto a Alemanha Oriental não se inscreveu para a Copa. Com a final em jogo, a equipe alemã bateu a austríaca por 6 a 1. Destaque para os irmãos Fritz e Ottmar Walter, que, com passes rápidos, levaram sempre perigo ao gol austríaco.
Na outra semifinal, tivemos um dos mais interessantes jogos do torneio, onde a Hungria liderava sobre o Uruguai ao final do primeiro tempo por 1 a 0. Mas ao final dos noventa minutos o placar apontava 2 a 2, levando a partida a prorrogação. A igualdade foi quebrada por Sándor Kocsis, que marcaria dois gols no tempo extra e assim levando a Hungria a final, derrotando um time que jamais havia perdido um jogo de Copa do Mundo. O Uruguai sofreria sua segunda derrota ao ceder o terceiro lugar aos austríacos por 1 – 0.

### Final
O Estádio Wankdorf em Berna recebeu 60 mil pessoas que se espremeram para acompanhar a partida final entre Alemanha Ocidental e Hungria, uma repetição do jogo da primeira fase. Nesta fase, a Hungria venceu os reservas alemães por 8 a 3. O Time Dourado dos húngaros era o favorito, pois vinha de 32 partidas invicto, porém vinha de duas partidas duras. Começou a chover no dia do jogo - na Alemanha isso é chamado de "Fritz-Walter-Wetter" (tempo de Fritz Walter) pois dizia-se o capitão da equipe alemã Fritz Walter jogava seu melhor futebol na chuva, porque havia contraído malária quando jovem e por isso não atuava tão bem no calor. Adi Dassler, proprietário da Adidas e fornecedor de material esportivo para a seleção alemã, forneceu chuteiras com cravos intercambiáveis, que melhor se adaptariam ao campo molhado.
Na final se viu Ferenc Puskás atuando mesmo não estando em sua melhor forma. Ainda assim ele colocou seu time à frente do placar em apenas 6 minutos de jogo, e com Zoltán Czibor fazendo outro tento dois minutos depois, aproveitando uma trapalhada da defesa alemã, parecia que os favoritos realmente levariam o título. Porém, com um rápido gol de Max Morlock no décimo minuto, e Helmut Rahn empatando aos 19, a maré começou a virar.
No segundo tempo a Hungria desperdiçou diversas chances. Mas, nervosos, não conseguiram nada. Os alemães praticamente "cozinharam" o jogo a seu favor, e acabariam premiados. A meros seis minutos do final da partida, o popular narrador do rádio alemão Herbert Zimmermann fez sua mais memorável declaração ao dizer: "Rahn deveria chutar do meio da rua" (em alemão: "aus dem Hintergrund müsste Rahn schießen"), e assim foi. O segundo gol de Rahn, que chutou da meia-lua da área, após a zaga húngara afastar mal a bola, deu a liderança da partida aos alemães. Depois, Puskás ainda fez um gol, anulado por impedimento.
| “                                                        | Rahn schießt!... Tooooor! Tor! Tor! Tor! Tor für Deutschland! Drei zu zwei führt Deutschland! Halten Sie mich für verrückt, halten Sie mich für übergeschnappt! Ich glaube, auch Fußball-Laien sollten ein Herz haben, sollten sich […] mitfreuen und sollten jetzt Daumen halten. ("Rahn chuta!... Goooool! Gol! Gol! Gol! Gol da Alemanha! Três a dois para a Alemanha! Podem me chamar de louco, podem me chamar de insano! Eu acredito que até mesmo quem não entende de futebol deve ter um coração, deve […] compartilhar da nossa alegria e torcer junto conosco.") Aus! Aus! Aus! Aus! Das Spiel ist aus! Deutschland ist Weltmeister! Schlägt Ungarn mit drei zu zwo Toren im Finale in Bern! ("Acabou! Acabou! Acabou! Acabou! Termina o jogo! A Alemanha é campeã mundial! Venceu a Hungria por três gols a dois na final em Berna!") | ” |
| — Dois trechos famosos da narração de Herbert Zimmermann | |   |

Aos alemães foi entregue a Taça Jules Rimet e o título de vencedores da Copa do Mundo com a torcida cantando junto o hino nacional alemão. Na Alemanha, esta partida é conhecida como o Milagre de Berna, pois para os alemães a vitória representou mais do que apenas um título futebolístico: representou também uma injeção de moral para um povo combalido, que se recuperava de um dos capítulos mais negros de sua história após o fim da Segunda Guerra Mundial. Um filme baseado na história foi lançado em 2003. Para os húngaros, a derrota foi um desastre, mas o seu declínio no futebol teria início somente dois anos depois, com a Revolução Húngara, quando os jogadores do Honved, que formavam a espinha dorsal da equipe (entre eles o trio de ataque Puskas, Kocsis e Czibor), optaram por não retornar à terra natal por conta da instabilidade política (o time havia viajado para a Espanha para enfrentar o Athletic Bilbao pela Copa dos Campeões de 1956–57, quando a Revolução estourou; a partida de volta foi realizada em campo neutro, na Bélgica, e o Honved acabou eliminado). Da final da Copa até ali, a Hungria vinha em uma outra série invicta, de 19 partidas.
Os 11 gols marcados por Kocsis não apenas o garantiram a artilharia desta Copa, mas o tornou o recordista como artilheiro em uma Copa, superando Ademir de Menezes, que havia marcado 9 tentos na copa anterior. A marca de Kocsis viria a ser quebrada já na Copa seguinte pelo francês Just Fontaine e seus 13 gols.

## Curiosidades
- A Copa de 1954 teve a maior média de gols por jogo da história dos Mundiais: 5,38 (140 gols em 26 jogos).
- A derrota para a Hungria nas semifinais da Copa do Mundo de 1954 foi a primeira do Uruguai na história do torneio.
- Em 1954, o Brasil usou camisas amarelas e calções azuis, uniforme que seria imortalizado anos mais tarde. O radialista Geraldo José de Almeida criou o apelido: "seleção canarinho".
- A partida de estreia da Copa, entre Iugoslávia e França, foi a primeira a ter transmissão direta pela televisão. Os iugoslavos levaram a melhor, vencendo pelo placar de 1 a 0.
- A Espanha perdeu no sorteio a chance de ir à Copa do Mundo. A equipe enfrentou a Turquia nas eliminatórias e ganhou a primeira por 4 a 1, em Madri. No jogo de volta, os turcos venceram por 1 a 0 em Istambul e forçaram a realização de um jogo-desempate (o regulamento não determinava soma de resultados, critério que classificaria a Espanha pelo placar combinado de 4 a 2), que terminou em 2 a 2. A vaga foi então definida por sorteio.
- A desorganização da seleção brasileira era tanta que os jogadores não sabiam que o empate frente aos iugoslavos classificava os dois times. Os brasileiros lutaram até o final e, sem conseguir alterar o 1-1 no placar, alguns atletas chegaram a chorar no ônibus antes de saber que estavam nas quartas de final.
- Com um ataque poderoso, a Hungria fez 27 gols em cinco jogos do Mundial de 1954: a maior média de uma seleção em uma Copa do Mundo (5,2 por partida). A eficiência do ataque húngaro era ilustrada no fato de que, em todos os jogos, o placar foi inaugurado por eles antes dos 15 minutos (no jogo contra o Brasil e na final contra a Alemanha Ocidental, a Hungria chegou a abrir 2 a 0 antes dos 10 minutos de jogo).
- Sem falar nenhuma palavra em inglês, francês ou alemão, os jogadores da Coreia do Sul ficavam literalmente perdidos na Suíça e recebiam ajuda de policiais suíços, após os jogos.
- Juan Hohberg, do Uruguai, fez o gol de empate contra a Hungria na semifinal, aos 41 minutos do segundo tempo (2-2), e desmaiou de emoção. Na prorrogação, porém, a Hungria se recuperou e venceu por 4-2.
- A Hungria revolucionou não só no esquema tático, em que os atacantes não tinham posição fixa, mas também em sua preparação. Antes das partidas, os húngaros faziam aquecimento, prática incomum na época.
- Em 2010 veio à tona o doping de jogadores alemães na final contra a Hungria. Os alemães receberam injeções de metanfetamina antes da partida que ficou conhecida como o Milagre de Berna. [1]

## Sedes
| Basileia Berna Genebra Lausana Lugano ZuriqueCopa do Mundo FIFA de 1954 (Suíça) | Basileia                         | Berna                | Genebra            |
| ------------------------------------------------------------------------------- | -------------------------------- | -------------------- | ------------------ |
| Basileia Berna Genebra Lausana Lugano ZuriqueCopa do Mundo FIFA de 1954 (Suíça) | St. Jakob-Park                   | Estádio Wankdorf     | Estádio Charmilles |
| Basileia Berna Genebra Lausana Lugano ZuriqueCopa do Mundo FIFA de 1954 (Suíça) | Capacidade: 42 500               | Capacidade: 64 000   | Capacidade: 14 000 |
| Basileia Berna Genebra Lausana Lugano ZuriqueCopa do Mundo FIFA de 1954 (Suíça) |                                  |                      |                    |
| Basileia Berna Genebra Lausana Lugano ZuriqueCopa do Mundo FIFA de 1954 (Suíça) | Lausana                          | Lugano               | Zurique            |
| Basileia Berna Genebra Lausana Lugano ZuriqueCopa do Mundo FIFA de 1954 (Suíça) | Estádio Olympique de la Pontaise | Estádio de Cornaredo | Estádio Hardturm   |
| Basileia Berna Genebra Lausana Lugano ZuriqueCopa do Mundo FIFA de 1954 (Suíça) | Capacidade: 15 850               | Capacidade: 6 330    | Capacidade: 27 500 |
| Basileia Berna Genebra Lausana Lugano ZuriqueCopa do Mundo FIFA de 1954 (Suíça) |                                  |                      |                    |

## Árbitros
| - Raymon Wyssling - Benjamin Griffiths - Charlie Faultless - Manuel Asensi - José da Costa Vieira - Raymond Vincenti - William Ling - Esteban Marino | - Arthur Ellis - Laurent Franken - Vincenzo Orlandini - Vasa Stefanovic - Mário Vianna - Emil Schmetzer - Carl Erich Steiner - István Zsolt |

## Sorteio
Essa copa teve um formato diferente na fase de grupos, haviam duas cabeças de chaves que não se enfrentavam e outros dois adversários que também não se enfrentavam, assim na fase de grupos só haviam duas rodadas. Abaixo, um possível formato de sorteio:
| Cabeças de chave              | Cabeças de chave                   | Europa                                              | Resto do Mundo                       |
| ----------------------------- | ---------------------------------- | --------------------------------------------------- | ------------------------------------ |
| Brasil Itália Hungria Uruguai | Áustria França Turquia* Inglaterra | Alemanha Ocidental Suíça Iugoslávia Tchecoslováquia | Coreia do Sul Escócia México Bélgica |

* A seleção dos cabeças-de-chave foi decidida antes do fim das Eliminatórias, e a Espanha foi uma das equipes selecionadas; com sua eliminação inesperada, a Turquia, além de ficar com a vaga, assumiu também a condição de cabeça-de-chave no lugar dos espanhóis.

## Fase Inicial
|  | Equipes classificadas para as quartas-de-final |
|  | Equipes eliminadas                             |

### Grupo 1
| Pos. | Seleção    | Pts | J | V | E | D | GP | GC | SG |
| ---- | ---------- | --- | - | - | - | - | -- | -- | -- |
| 1    | Brasil     | 3   | 2 | 1 | 1 | 0 | 6  | 1  | +5 |
| 2    | Iugoslávia | 3   | 2 | 1 | 1 | 0 | 2  | 1  | +1 |
| 3    | França     | 2   | 2 | 1 | 0 | 1 | 3  | 3  | 0  |
| 4    | México     | 0   | 2 | 0 | 0 | 2 | 2  | 8  | –6 |

| 16 de junho | Brasil                                                 | 5 – 0 | México | Charmilles, Genebra                          |
| 17:10       | Baltazar 23' · Didi 30' · Pinga 34', 43' · Julinho 69' |       |        | Público: 13 470 Árbitro: SUI Raymon Wyssling |

| 16 de junho | Iugoslávia      | 1 – 0 | França | Stade Olympique de la Pontaise, Lausana         |
| 18:00       | Milutinović 15' |       |        | Público: 16 000 Árbitro: WAL Benjamin Griffiths |

| 19 de junho | Brasil   | 1 – 1 | Iugoslávia | Stade Olympique de la Pontaise, Lausana        |
| 17:00       | Didi 69' |       | Zebec 48'  | Público: 24 637 Árbitro: SCO Charlie Faultless |

| 19 de junho | França                                       | 3 – 2 | México                      | Charmilles, Genebra                        |
| 17:10       | Vincent 19' · Cárdenas 49' · Kopa 88' (pen.) |       | Lamadrid 54' · Balcázar 85' | Público: 19 000 Árbitro: ESP Manuel Asensi |

### Grupo 2
| Pos. | Seleção            | Pts | J | V | E | D | GP | GC | SG  |
| ---- | ------------------ | --- | - | - | - | - | -- | -- | --- |
| 1    | Hungria            | 4   | 2 | 2 | 0 | 0 | 17 | 3  | +14 |
| 2    | Alemanha Ocidental | 4   | 3 | 2 | 0 | 1 | 14 | 11 | +3  |
| 3    | Turquia            | 2   | 3 | 1 | 0 | 2 | 10 | 11 | –1  |
| 4    | Coreia do Sul      | 0   | 2 | 0 | 0 | 2 | 0  | 16 | –16 |

| 17 de junho | Alemanha Ocidental                                    | 4 – 1 | Turquia | Wankdorf, Berna                                   |
| 18:00       | Schäfer 14' · Klodt 52' · O. Walter 60' · Morlock 84' |       | Suat 2' | Público: 28 000 Árbitro: POR José da Costa Vieira |

| 17 de junho | Hungria                                                                             | 9 – 0 | Coreia do Sul | Hardturm, Zurique                             |
| 18:00       | Puskás 12', 89' · Lantos 18' · Kocsis 24', 36', 50' · Czibor 59' · Palotás 75', 83' |       |               | Público: 13 000 Árbitro: FRA Raymond Vincenti |

| 20 de junho | Hungria                                                               | 8 – 3 | Alemanha Ocidental                  | St. Jakob-Park, Basileia                  |
| 16:50       | Kocsis 3', 21', 67', 78' · Puskás 17' · Hidegkuti 50', 54' · Tóth 73' |       | Pfaff 25' · Rahn 77' · Herrmann 81' | Público: 56 000 Árbitro: ENG William Ling |

| 20 de junho | Turquia                                                      | 7 – 0 | Coreia do Sul | Charmilles, Genebra         |
| 17:00       | Suat 10', 30' · Lefter 24' · Burhan 37', 64', 70' · Erol 76' |       |               | Árbitro: URU Esteban Marino |

Desempate
| 23 de junho | Alemanha Ocidental                                                      | 7 – 2 | Turquia                  | Hardturm, Zurique                             |
| 18:00       | O. Walter 7' · Schäfer 12', 79' · Morlock 30', 60', 77' · F. Walter 62' |       | Mustafa 21' · Lefter 82' | Público: 17 000 Árbitro: FRA Raymond Vincenti |

### Grupo 3
| Pos. | Seleção         | Pts | J | V | E | D | GP | GC | SG |
| ---- | --------------- | --- | - | - | - | - | -- | -- | -- |
| 1    | Uruguai         | 4   | 2 | 2 | 0 | 0 | 9  | 0  | +9 |
| 2    | Áustria         | 4   | 2 | 2 | 0 | 0 | 6  | 0  | +6 |
| 3    | Tchecoslováquia | 0   | 2 | 0 | 0 | 2 | 0  | 7  | –7 |
| 4    | Escócia         | 0   | 2 | 0 | 0 | 2 | 0  | 8  | –8 |

| 16 de junho | Uruguai                     | 2 – 0 | Tchecoslováquia | Wankdorf, Berna                           |
| 18:00       | Míguez 72' · Schiaffino 81' |       |                 | Público: 10 500 Árbitro: ENG Arthur Ellis |

| 16 de junho | Áustria    | 1 – 0 | Escócia | Hardturm, Zurique                            |
| 18:00       | Probst 33' |       |         | Público: 25 000 Árbitro: BEL Laurent Franken |

| 19 de junho | Uruguai                                                   | 7 – 0 | Escócia | St. Jakob-Park, Basileia                        |
| 16:50       | Borges 17', 47', 57' · Míguez 30', 83' · Abbadie 54', 85' |       |         | Público: 34 000 Árbitro: ITA Vincenzo Orlandini |

| 19 de junho | Áustria                                 | 5 – 0 | Tchecoslováquia | Hardturm, Zurique                            |
| 17:00       | Stojaspal 3', 70' · Probst 4', 21', 24' |       |                 | Público: 26 000 Árbitro: IUG Vasa Stefanović |

### Grupo 4
| Pos. | Seleção    | Pts | J | V | E | D | GP | GC | SG |
| ---- | ---------- | --- | - | - | - | - | -- | -- | -- |
| 1    | Suíça      | 4   | 3 | 2 | 0 | 1 | 6  | 4  | +2 |
| 2    | Inglaterra | 3   | 2 | 1 | 1 | 0 | 6  | 4  | +2 |
| 3    | Itália     | 2   | 3 | 1 | 0 | 2 | 6  | 7  | –1 |
| 4    | Bélgica    | 1   | 2 | 0 | 1 | 1 | 5  | 8  | –3 |

| 17 de junho | Suíça                   | 2 – 1 | Itália        | Stade Olympique de la Pontaise, Lausana   |
| 17:50       | Ballaman 18' · Hügi 78' |       | Boniperti 44' | Público: 40 749 Árbitro: BRA Mário Vianna |

| 17 de junho | Inglaterra                            | 4 – 4 (pro.) | Bélgica                                     | St. Jakob-Park, Basileia                    |
| 18:10       | Broadis 26', 63' · Lofthouse 36', 91' |              | Anoul 5', 71' · Coppens 67' · Dickinson 94' | Público: 14 000 Árbitro: FRG Emil Schmetzer |

| 20 de junho | Itália                                                         | 4 – 1 | Bélgica   | Cornaredo, Lugano                               |
| 17:00       | Pandolfini 41' (pen.) · Galli 48' · Frignani 58' · Lorenzi 78' |       | Anoul 81' | Público: 24 000 Árbitro: AUT Carl Erich Steiner |

| 20 de junho | Inglaterra               | 2 – 0 | Suíça | Wankdorf, Berna                           |
| 17:10       | Mullen 43' · Wilshaw 69' |       |       | Público: 43 119 Árbitro: HUN Istvan Zsolt |

Desempate
| 23 de junho | Suíça                                     | 4 – 1 | Itália    | St. Jakob-Park, Basileia               |
| 18:00       | Hügi 14', 85' · Ballaman 48' · Fatton 90' |       | Nesti 67' | Público: 28 655 Árbitro: WAL Griffiths |

## Fase final
|  | Quartas de final       | Quartas de final      |                        |         | Semifinais     | Semifinais     |  |  | Final                | Final |
|  |                        |                       |                        |         |                |                |  |  |                      |       |
|  | 27 de junho – Genebra  |                       |                        |         |                |                |  |  |                      |       |
|  |                        |                       |                        |         |                |                |  |  |                      |       |
|  | Alemanha Ocidental     | 2                     |                        |         |                |                |  |  |                      |       |
|  | Alemanha Ocidental     | 2                     | 30 de junho – Basileia |         |                |                |  |  |                      |       |
|  | Iugoslávia             | 0                     |                        |         |                |                |  |  |                      |       |
|  | Iugoslávia             | 0                     | Alemanha Ocidental     | 6       |                |                |  |  |                      |       |
|  | 26 de junho – Lausana  |                       | Alemanha Ocidental     | 6       |                |                |  |  |                      |       |
|  |                        | Áustria               | 1                      |         |                |                |  |  |                      |       |
|  | Áustria                | Áustria               | 1                      | 7       |                |                |  |  |                      |       |
|  | Áustria                |                       | 4 de julho – Berna     | 7       |                |                |  |  |                      |       |
|  | Suíça                  | 5                     |                        |         |                |                |  |  |                      |       |
|  | Suíça                  | 5                     | Alemanha Ocidental     | 3       |                |                |  |  |                      |       |
|  | 27 de junho – Berna    |                       | Alemanha Ocidental     | 3       |                |                |  |  |                      |       |
|  |                        | Hungria               | 2                      |         |                |                |  |  |                      |       |
|  | Hungria                | Hungria               | 2                      | 4       |                |                |  |  |                      |       |
|  | Hungria                | 30 de junho – Lausana |                        | 4       |                |                |  |  |                      |       |
|  | Brasil                 | 2                     |                        |         |                |                |  |  |                      |       |
|  | Brasil                 | 2                     | Hungria (pro.)         | 4       | Terceiro Lugar | Terceiro Lugar |  |  |                      |       |
|  | 26 de junho – Basileia |                       | Hungria (pro.)         | 4       | Terceiro Lugar | Terceiro Lugar |  |  |                      |       |
|  |                        | Uruguai               | 2                      |         |                |                |  |  |                      |       |
|  | Uruguai                | Uruguai               | 2                      | 4       | Áustria        | 3              |  |  |                      |       |
|  | Uruguai                |                       |                        | 4       | Áustria        | 3              |  |  |                      |       |
|  | Inglaterra             | 2                     |                        | Uruguai | 1              |                |  |  |                      |       |
|  | Inglaterra             | 2                     |                        |         | 1              |                |  |  |                      |       |
|  |                        |                       |                        |         |                |                |  |  | 3 de julho – Zurique |       |
|  |                        |                       |                        |         |                |                |  |  |                      |       |

### Quartas de final
| 26 de junho | Áustria                                                             | 7 – 5 | Suíça                                  | Stade Olympique de la Pontaise, Lausana        |
| 17:00       | Wagner 27', 52', 58' · A. Körner 26', 34' · Ocwirk 32' · Probst 76' |       | Ballaman 16', 84' · Hügi 17', 23', 58' | Público: 30 340 Árbitro: SCO Charlie Faultless |

| 26 de junho | Uruguai                                         | 4 – 2 | Inglaterra               | St. Jakob-Park, Basileia                        |
| 17:00       | Borges 5' Varela 39' Schiaffino 46' Ambrois 78' |       | Lofthouse 16' Finney 67' | Público: 28 000 Árbitro: AUT Carl Erich Steiner |

| 27 de junho | Hungria                                    | 4 – 2 | Brasil                                 | Wankdorf, Berna                           |
| 17:00       | Hidegkuti 4' · Kocsis 7', 88' · Lantos 60' |       | Djalma Santos 18' (pen.) · Julinho 65' | Público: 40 000 Árbitro: ENG Arthur Ellis |

| 27 de junho | Alemanha Ocidental   | 2 – 0 | Iugoslávia | Charmilles, Genebra                       |
| 17:00       | Horvat 9' · Rahn 85' |       |            | Público: 17 000 Árbitro: HUN Istvan Zsolt |

### Semifinais
| 30 de junho | Hungria                                        | 4 – 2 (pro.) | Uruguai          | Stade Olympique de la Pontaise, Lausana |
| 18:00       | Czibor 13' · Hidegkuti 46' · Kocsis 111', 116' |              | Hohberg 75', 86' | Árbitro: WAL Benjamin Griffiths         |

| 30 de junho | Alemanha Ocidental                                                                | 6 – 1 | Áustria    | St. Jakob-Park, Basileia                        |
| 18:00       | Schäfer 31' · Morlock 47' · F. Walter 54' (pen.), 64' (pen.) · O. Walter 61', 89' |       | Probst 51' | Público: 58 000 Árbitro: ITA Vincenzo Orlandini |

### Disputa pelo terceiro lugar
| 3 de julho | Áustria                                      | 3 – 1 | Uruguai     | Hardturm, Zurique                            |
| 17:00      | Stojaspal 16' (pen.) · Cruz 59' · Ocwirk 89' |       | Hohberg 22' | Público: 32 000 Árbitro: SUI Raymon Wyssling |

### Final
| 4 de julho de 1954 | Alemanha Ocidental          | 3 – 2     | Hungria               | Berna, Estádio Wankdorf                   |
|                    | Morlock 10' · Rahn 18', 84' | Relatório | Puskás 6' · Czibor 8' | Público: 62 500 Árbitro: ENG William Ling |

| Alemanha Ocidental | Hungria |

## Classificação final

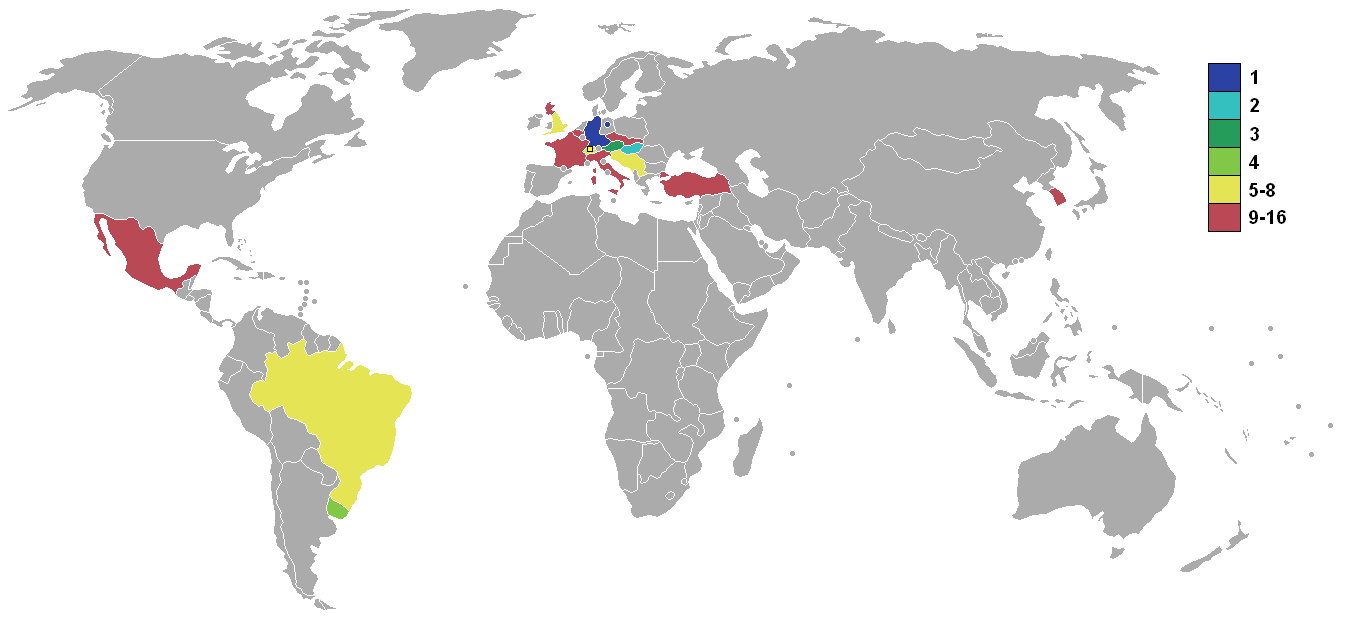

A classificação final é determinada através da fase em que a seleção alcançou e a sua pontuação, levando em conta os critérios de desempate.
| Pos.                            | Seleção            | Gr | Pts | J | V | E | D | GP | GC | SG  |
| ------------------------------- | ------------------ | -- | --- | - | - | - | - | -- | -- | --- |
| Final                           |                    |    |     |   |   |   |   |    |    |     |
| 1                               | Alemanha Ocidental | 2  | 10  | 6 | 5 | 0 | 1 | 25 | 14 | +11 |
| 2                               | Hungria            | 2  | 8   | 5 | 4 | 0 | 1 | 27 | 10 | +17 |
| Decisão do 3º lugar             |                    |    |     |   |   |   |   |    |    |     |
| 3                               | Áustria            | 3  | 8   | 5 | 4 | 0 | 1 | 17 | 12 | +5  |
| 4                               | Uruguai            | 3  | 6   | 5 | 3 | 0 | 2 | 16 | 9  | +7  |
| Eliminados nas quartas de final |                    |    |     |   |   |   |   |    |    |     |
| 5                               | Suíça              | 4  | 4   | 4 | 2 | 0 | 2 | 11 | 11 | 0   |
| 6                               | Brasil             | 1  | 3   | 3 | 1 | 1 | 1 | 8  | 5  | +3  |
| 7                               | Inglaterra         | 4  | 3   | 3 | 1 | 1 | 1 | 8  | 8  | 0   |
| 8                               | Iugoslávia         | 1  | 3   | 3 | 1 | 1 | 1 | 2  | 3  | –1  |
| Eliminados na fase de grupos    |                    |    |     |   |   |   |   |    |    |     |
| 9                               | França             | 1  | 2   | 2 | 1 | 0 | 1 | 3  | 3  | 0   |
| 10                              | Turquia            | 2  | 2   | 3 | 1 | 0 | 2 | 10 | 11 | –1  |
| 11                              | Itália             | 4  | 2   | 3 | 1 | 0 | 2 | 6  | 7  | –1  |
| 12                              | Bélgica            | 4  | 1   | 2 | 0 | 1 | 1 | 5  | 8  | –3  |
| 13                              | México             | 1  | 0   | 2 | 0 | 0 | 2 | 2  | 8  | –6  |
| 14                              | Tchecoslováquia    | 3  | 0   | 2 | 0 | 0 | 2 | 0  | 7  | –7  |
| 15                              | Escócia            | 3  | 0   | 2 | 0 | 0 | 2 | 0  | 8  | –8  |
| 16                              | Coreia do Sul      | 2  | 0   | 2 | 0 | 0 | 2 | 0  | 16 | –16 |

## Artilharia
11 gols
- Sándor Kocsis

6 gols
- Max Morlock
- Erich Probst
- Josef Hügi

4 gols
- Helmut Rahn
- Hans Schäfer
- Ottmar Walter
- Nándor Hidegkuti
- Ferenc Puskás
- Robert Ballaman
- Carlos Borges

3 gols
- Fritz Walter
- Ernst Stojaspal
- Theodor Wagner
- Léopold Anoul
- Zoltán Czibor
- Nat Lofthouse
- Burhan Sargın
- Suat Mamat
- Juan Hohberg
- Óscar Míguez

2 gols
- Alfred Körner
- Ernst Ocwirk
- Didi
- Julinho Botelho
- Pinga
- Mihály Lantos
- Péter Palotás
- Ivor Broadis
- Julio Abbadie

1 gol
- Richard Herrmann
- Bernhard Klodt
- Alfred Pfaff
- Henri Coppens
- Djalma Santos
- Raymond Kopa
- Jean Vincent
- Tom Finney
- Jimmy Mullen
- Dennis Wilshaw
- Giampiero Boniperti
- Amleto Frignani
- Carlo Galli
- Benito Lorenzi
- Fulvio Nesti
- Miloš Milutinović
- Branko Zebec
- Tomás Balcázar
- José Luis Lamadrid
- Erol Keskin
- Mustafa Ertan
- Javier Ambrois

Gols contra
- Ivan Horvat (a favor da Alemanha Ocidental)
- Luis Alberto Cruz (a favor da Áustria)
- Jimmy Dickinson (a favor da Bélgica)
- Raúl Cárdenas (a favor da França)